# Spider-Man: India
Pavitr Prabhakar es el nombre que recibe en la adaptación hindú al cómic la identidad secreta del personaje Spider-Man.

## Origen
Pavitr Prabhakar obtuvo sus poderes de un Fajir que se los entregó porque creía que ese era su Karma. Pero cuando Pavitr Prabhakar vio que unos ladrones querían asaltar a una mujer, no hizo nada por evitarlo. Su tío Bhim trató de ayudar a la mujer y los asaltantes lo mataron. Pavitr se entera y busca a los ladrones, los atrapa y decide pelear contra el crimen.

## Poderes
- Lanza telarañas
- Trepar paredes

A contrario que el Spiderman original genera su telaraña orgánicamente y no tiene un sentido arácnido que le advierte del peligro.

## Personajes
- Mera Jain (Mary Jane Watson en esta versión)
- Tío Bhim (Tío Ben en esta versión)
- Flash (Flash Thompson)
- Tia Maya (Tía May)
- Nalin Oberol (Norman Osborn) en esta versión es un supervillano que obtiene sus poderes debido a una roca maligna. Secuestra a la tía Maya y a Mera Jaín
- Doctor Octopus en esta versión es un doctor que investigaba a Pavitr pero Naril Oberol lo convirtió en un monstruo.

## Spider-Verse
En el evento de Spider-Verse, Patvitr es perseguido por un nuevo enemigo con un saco y lanza que está decidido a matarlo. Spider-Man intenta huir, pero el enemigo pone su política moral en contra a dejar caer una casa sobre inocentes. Con sus esfuerzos apenas sosteniendo esto, el asesino intenta matarlo cuando de un momento a otro se abre un portal y The Superior Spiderman llega y ayuda a Pravakhar, pero le dice que el asesino solo le interesan las arañas, y que los demás están a salvo. Así, India se une a las filas de este otro Spider-Man como parte de los Superior Spider-Men en el año 2099
Luego de meses de buscar con otros Spideys, llegan a un universo derivado de la Tierra 616 donde Peter Parker no recuperó su sentido arácnido y continuó con armamento hasta volverse un cyborg. El equipo caza al asesino, pero este se libera y llegan otros 2 gemelos son caso pero con la misma intención y se revelan sus nombres: Karn (asesino), Brix y Bora (gemelos). El equipo huye y Superior manda a Pravakhar y Cyborg a buscar a los enemigos por medio de la corriente del 2099.
Después un segundo equipo con más Spider-Men llegan y de repente un asesino más conocido como Daemos llega y con Brixy Bora, matan a 3 Spider-Men y todos huyen a otro universo.
Finalmente, tras varios acontecimientos, un desanimado India se encuentra con Spider-UK y le confiesa creer que todos tienen mucho en común y que todo eso se fija en el Peter Parker de la Tierra 616, pero Uk le dice que todo eso no es cierto y que cada quien tiene su vida y sus decisiones. Una vez más, Patviitr es enviado en un equipo con Anya Corazon, Uk. Spider-Punk y Spider-Bitch a hacer que Karn se les una.